# Markus Wostry
Markus Wostry (Vienna, 19 luglio 1992) è un calciatore austriaco, difensore del Bad Erlach.

## Caratteristiche tecniche
È un difensore centrale.

## Carriera
Cresciuto nelle giovanili dell'Admira Wacker M., ha esordito in prima squadra il 15 aprile 2011 in occasione del match vinto 5-0 contro il Wolfsberger.

## Statistiche

### Presenze e reti nei club
Statistiche aggiornate al 6 gennaio 2017.
| Stagione                       | Squadra                        | Campionato                     | Campionato | Campionato | Coppe nazionali | Coppe nazionali | Coppe nazionali | Coppe continentali | Coppe continentali | Coppe continentali | Altre coppe | Altre coppe | Altre coppe | Totale | Totale | Totale |
| Stagione                       | Squadra                        | Comp                           | Pres       | Reti       | Comp            | Pres            | Reti            | Comp               | Pres               | Reti               | Comp        | Pres        | Reti        | Pres   | Reti   |        |
| ------------------------------ | ------------------------------ | ------------------------------ | ---------- | ---------- | --------------- | --------------- | --------------- | ------------------ | ------------------ | ------------------ | ----------- | ----------- | ----------- | ------ | ------ | ------ |
| 2010-2011                      | Admira Wacker M. II            | RL                             | 28         | 1          |                 | -               | -               |                    | -                  | -                  |             | -           | -           | 28     | 1      |        |
| 2011-2012                      | Admira Wacker M. II            | RL                             | 14         | 0          | CA              | 1               | 0               |                    | -                  | -                  |             | -           | -           | 15     | 0      |        |
| 2012-2013                      | Admira Wacker M. II            | RL                             | 1          | 0          |                 | -               | -               |                    | -                  | -                  |             | -           | -           | 1      | 0      |        |
| 2013-2014                      | Admira Wacker M. II            | RL                             | 19         | 2          |                 | -               | -               |                    | -                  | -                  |             | -           | -           | 19     | 0      |        |
| 2014-2015                      | Admira Wacker M. II            | RL                             | 12         | 0          |                 | -               | -               |                    | -                  | -                  |             | -           | -           | 12     | 0      |        |
| Totale Admira Wack. Mödling II | Totale Admira Wack. Mödling II | Totale Admira Wack. Mödling II | 74         | 3          |                 | 1               | 0               |                    | -                  | -                  |             | -           | -           | 75     | 3      |        |
| 2010-2011                      | Admira Wacker M.               | 1L                             | 1          | 0          | CA              | 0               | 0               |                    | -                  | -                  |             | -           | -           | 1      | 0      |        |
| 2014-2015                      | Admira Wacker M.               | BL                             | 7          | 0          | CA              | 0               | 0               |                    | -                  | -                  |             | -           | -           | 7      | 0      |        |
| 2015-2016                      | Admira Wacker M.               | BL                             | 35         | 1          | CA              | 6               | 0               | UEL                | 0                  | 0                  |             | -           | -           | 41     | 1      |        |
| 2016-2017                      | Admira Wacker M.               | BL                             | 33         | 0          | CA              | 5               | 1               | UEL                | 6                  | 1                  |             | -           | -           | 44     | 2      |        |
| 2017-2018                      | Admira Wacker M.               | BL                             | 18         | 2          | CA              | 2               | 0               | UEL                | 0                  | 0                  |             | -           | -           | 20     | 2      |        |
| Totale carriera                | Totale carriera                | Totale carriera                | 168        | 6          |                 | 14              | 1               |                    | 6                  | 1                  |             | -           | -           | 188    | 8      |        |

## Palmarès

### Club
- Erste Liga: 1

Admira Wacker Mödling: 2010-2011